# يهوياقيم
يهوياقيم أو يوياقيم (بالعبرية: יְהוֹיָקִים) بمعنى «الذي رفعه يهوه».
هو والد مريم العذراء وزوج حنة بحسب الاعتقاد المسيحي، ويعتقد المسلمون أنه عمران الذي ذُكر في القرآن. يُدعى يهوياقيم بأنه شفيع الآباء والأجداد والأجداد والأزواج وصانعي الخزائن وتجار الكتان.

## في الكتاب المقدس
ظهرت قصة يهوياقيم وحنة (آن) لأول مرة في إنجيل يعقوب الكتابي الملفق (يسمى أيضًا Protoevangelium جيمس).
يهوياقيم رجل ثري وتقوى، كان يعطي بانتظام للفقراء. ومع ذلك، في المعبد، رُفِضَت تضحية يهوياقيم، حيث فُسِّر عدم إنجاب الزوجين على أنه علامة على الاستياء الإلهي. نتيجة لذلك، انسحب يهوياقيم إلى الصحراء، حيث صام وتكفير عن الذنب لمدة 40 يومًا. ثم ظهرت الملائكة لكل من يهوياقيم وحنة لتوعدهما بطفل. عاد يهوياقيم لاحقًا إلى القدس واحتضن آن عند بوابة المدينة الواقعة في أسوار القدس. كان هناك اعتقاد قديم يفيد بأن الطفل المولود من أم مسنة تخلت عن الأمل في الإنجاب كان مقدرًا له بأشياء عظيمة. تحدث المتوازيات في العهد القديم في حالة حنة، والدة صموئيل، وفي حالة والدي القديس يوحنا المعمدان في العهد الجديد.

## الاحتفاء به
يوم عيده هو 26 يوليو، وهو تاريخ مشترك مع القديسة آن.
تم تضمين دورة الأساطير المتعلقة بـ يهوياقيم وحنة في الأسطورة الذهبية (حوالي 1260) بواسطة المؤرخ الإيطالي رئيس أساقفة جنوة يعقوب دي فوراجين. ظلت هذه الدورة شائعة في الفن المسيحي حتى قام المجمع المسكوني التاسع عشر للكنيسة الكاثوليكية المسمى مجمع ترنت (1545-1563) بتقييد تصوير الأحداث الملفقة.
لم يُدرج أي احتفال طقسي للقديس يهوياقيم في التقويم التريدنتيني. أُضيف إلى التقويم الروماني العام في عام 1584، للاحتفال به في 20 مارس، في اليوم التالي لعيد القديس يوسف. في عام 1738، تم نقله إلى يوم الأحد بعد أوكتاف (اليوم الثامن) من صعود مريم. كجزء من جهوده للسماح بالاحتفال بليتورجيا أيام الآحاد، نقلها البابا بيوس العاشر (الفترة 1903-1914) إلى 16 أغسطس، في اليوم التالي لانتقال العذراء، لذلك يمكن تذكر يهوياقيم في الاحتفال بانتصار مريم. ثم تم الاحتفال به باعتباره ضعف الدرجة الثانية، وهي رتبة تم تغييرها في عام 1960 إلى مرتبة عيد الدرجة الثانية. في تنقيح عام 1969 للتقويم الروماني العام، تم ضمه إلى تقويم آن للاحتفال في 26 يوليو.

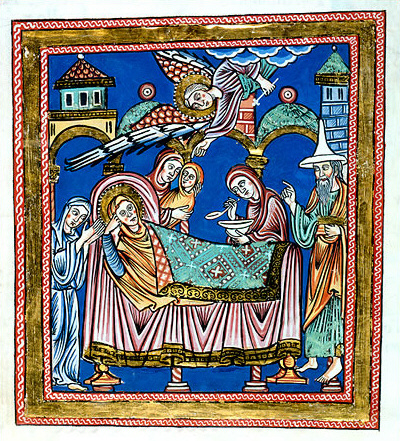
ميلاد ماري الألماني في القرن الثاني عشر ، مع يهوياقيم يرتدي قبعة يهودية

تحيي الكنائس الأرثوذكسية الشرقية والروم الكاثوليك ذكرى يهوياقيم في 9 سبتمبر، سينكسيس (نوع خاص من الاحتفالات التي تقام في اليوم التالي لعيد كبير) يواخيم وحنة، في اليوم التالي لميلاد والدة الإله.
يُذكر يهوياقيم (مع آن) في كنيسة إنجلترا بمهرجان أقل في 26 يوليو.

## في الأيقونات
غالبًا ما يرتدي القديس يهوياقيم قبعة يهودية مخروطية الشكل في فن العصور الوسطى. غالبًا ما يُعامل على أنه قديس وله هالة حول رأسه، ولكن في الكنيسة الغربية كان هناك بعض الوعي بأنه من المحتمل جدًا أنه مات في وقت مبكر جدًا بحيث لا يمكن اعتباره مسيحيًا بشكل صارم.
موضوع لقاء يوكيم و حنة والدي العذراء مريم عند البوابة الذهبية كان موضوعا شائعًا في عمليات الترحيل الفني لحياة العذراء.
تشمل الرموز المرتبطة بالقديس يهوياقيم كتابًا أو لفافة تمثل صانعي الكتان، وموظفًا راعيًا للكلمة المسيحية، وسلة من الحمائم التي تمثل السلام. يلبس دائمًا اللون الأخضر، لون الأمل. 
يعود اسم نهر سان يهوياقيم San Joaquin River إلى 1805-1808، عندما كان المستكشف الإسباني غابرييل موراغا يقوم بمسح الشرق من بعثة سان خوسيه من أجل العثور على مواقع محتملة لبعثة التبشير. كان الاسم شائع الاستخدام بحلول عام 1810.

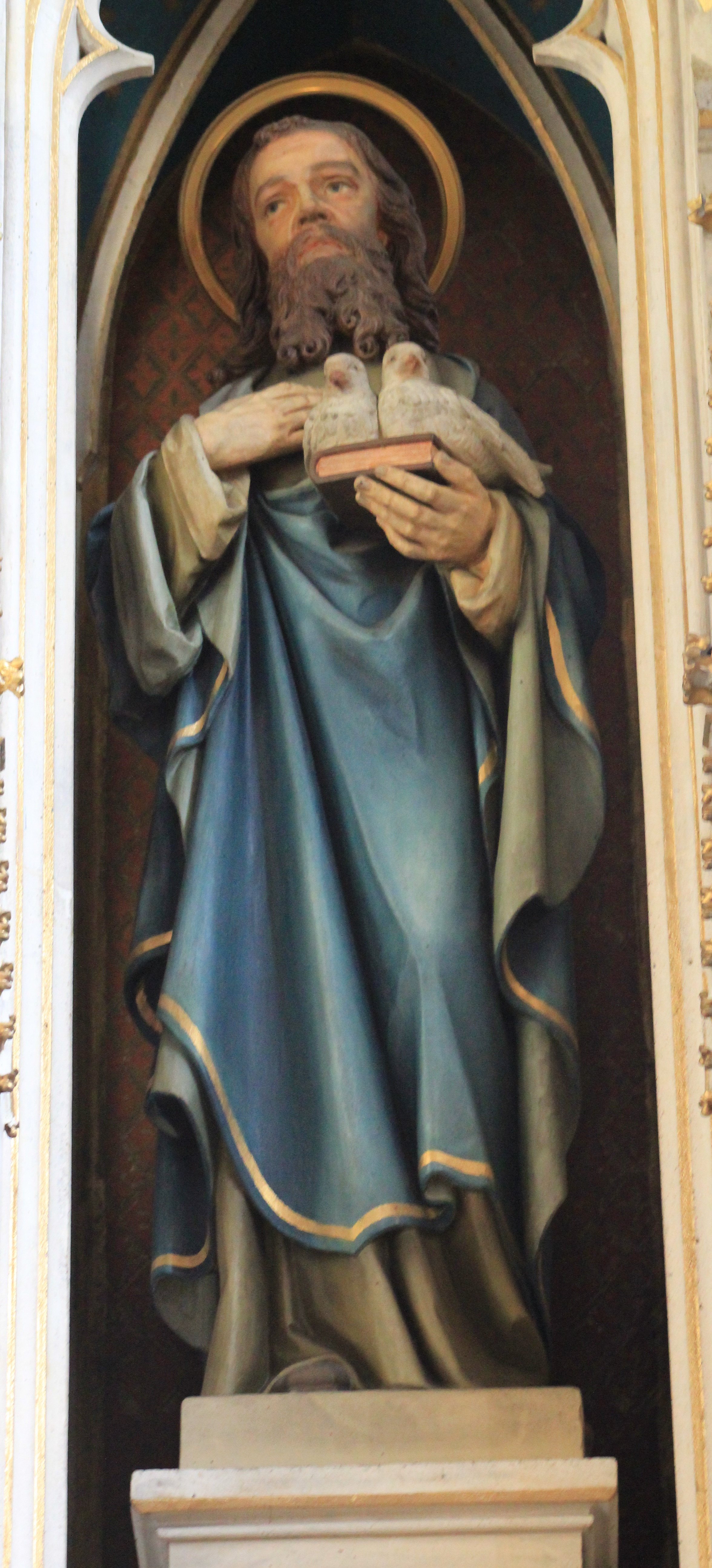
القديس يوكايم

## مشاهير يحملون اسمه
حمل هذا الاسم مشاهير كثر عبر التاريخ. وينقل إلى العربية بلفظة يهوياقيم أو يواخيم اوخواكيم
- يواكيم مطران
- يواخيم فون ريبنتروب
- يواكيم مورات
- يواخيم غاوك
- يواكيم مبارك
- يواخيم فيست
- يواكيم أمير الدنمارك
- يواكيم برنز